# Sarrasinières
Ne doit pas être confondu avec Sarrazinière.
Les Sarrasinières (ou parfois Sarrazinières), autrefois présentées comme l'aqueduc de Miribel, sont deux conduits souterrains reliant Lyon (depuis l'angle de la rue Puits-Gaillot et de la rue du Griffon, à l'emplacement actuel de la place Louis Pradel) à Miribel via Neyron, d'une longueur d'environ 13 km. Il y aurait eu deux conduits entre Lyon et Neyron, puis un seul entre Neyron et Miribel. 
Si leur usage reste à préciser, leur construction remonte à l'Antiquité.

## Étymologie
Dans l'hypothèse antique de Claude-François Ménestrier, le nom sarrasinières viendrait d'une déformation de la locution latine arcus-cæsariani, traduit par les arcs césariens, contracté en césarinière.
Dans l'hypothèse médiévale, Cochard l'explique par attribution du nom Sarrasins (Maures d'Espagne) aux édifices qui ont perduré après leur passage au VIIIe siècle, même s'il reconnait que certains édifices romains, par suite des incursions maures, ont déjà été ainsi nommés.

## Fondation
Même si depuis le XIXe siècle, un consensus établissait que ces structures avaient été construites au Moyen Âge, la découverte en 2019 d'un pichet en céramique a permis d'estimer que l'édifice remontait au moins à l'époque antique.
Enfin, deux campagnes de datation par carbone 14 menées sur des fragments de charbon piégés dans le mortier de construction ont permis de conclure à une construction remontant à l'Antiquité, plus précisément au début de notre ère.

## Histoire
Si la fonction de ces galeries est encore inconnue, elles ont été visitées au cours des XVIIIe, XIXe et XXe siècle entre Neyron et l'ex quai Saint-Clair à Lyon.
Guillaume Marie Delorme, dans son étude sur les aqueducs lyonnais, les qualifiait comme appartenant à l'aqueduc du Rhône qui, depuis Miribel et Montluel se rendait jusqu'à Lyon « à l'angle de la rue du Puits-Gaillot et de celle du Griffon ». Il doutait cependant qu'il ait été construit par les Romains.
D'ailleurs, François Artaud, complète cette analyse par celle de M. Cochard pour qui ces galeries datent du Moyen Âge et servaient de voies souterraines pour faire communiquer la colline Saint-Sébastien (le plateau de la Croix-Rousse) au château de Miribel. De plus, il dit reconnaître une portion de cette voie sous une maison, dite « Vêpres », du quartier Saint-Clair, à 3 m de profondeur, et qu'il attribue au canal décrit par Delorme. D'ailleurs, il confirmera avoir observé au château de la Pape une portion de cette voie menant jusqu'à la rue du Puits-Gaillot. Flachéron précise leur localisation dans le bois du château.
Il argumente qu'au regard du caractère grossier de la structure, il semble improbable que cette construction soit celle des Romains, suggérant qu'elles furent construites après que Lyon fut capitale du royaume de Bourgogne, voire au VIe siècle. Cependant, il s'accorde avec l'opinion et les observations de M. Cochard pour qui la pente des galeries par rapport à la ligne des eaux du fleuve est trop peu importante pour qu'elles aient remplis cette fonction.
Toutefois, depuis les premières campagnes de fouilles menées à la fin des années 2010, les historiens s'autorisent à penser qu'elles ont d'abord une origine antique, puis romaine.

## Description

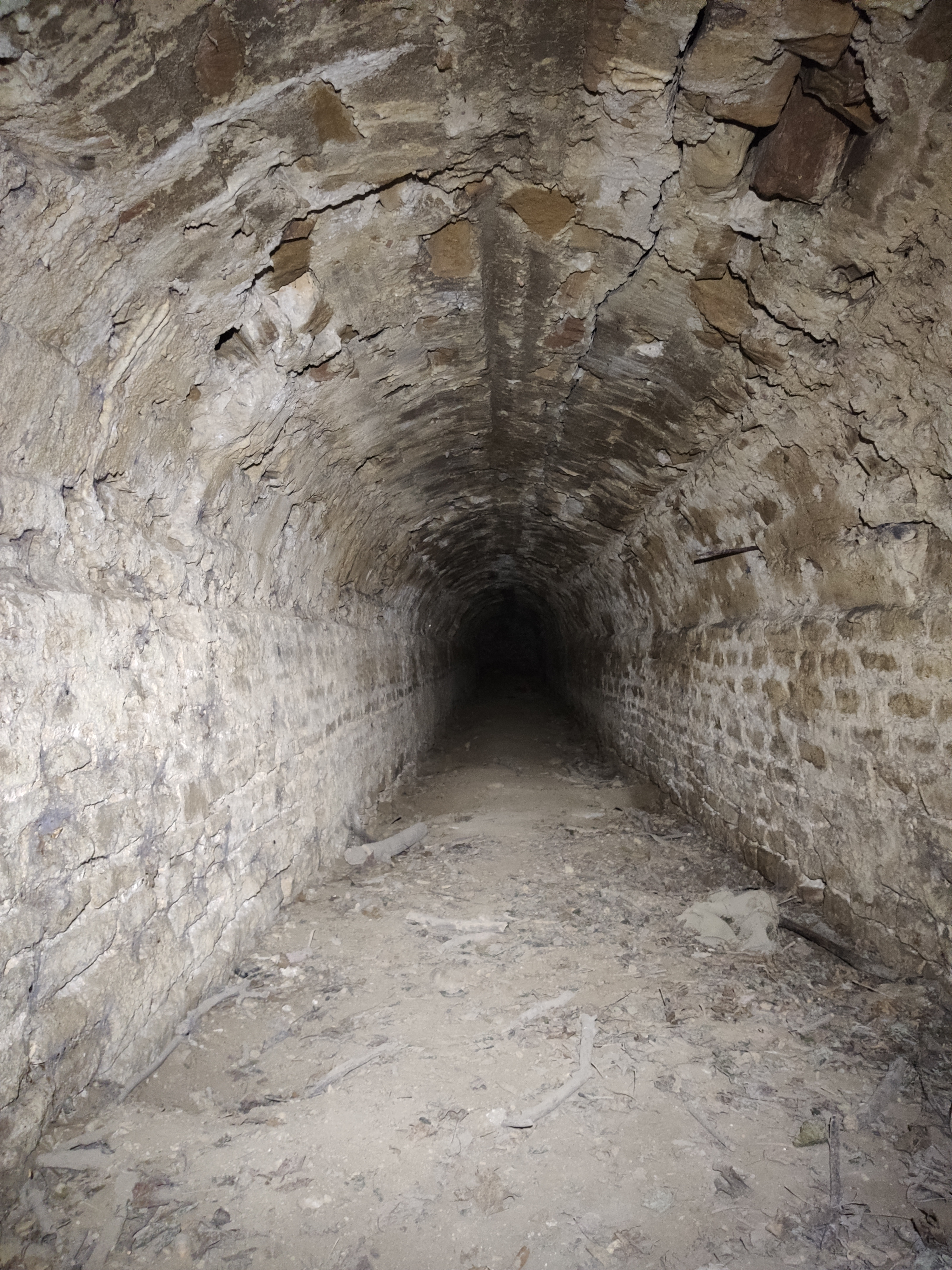
L'un des rares tronçons de Sarrasinières encore en parfait état.

Alexandre Flachéron (architecte, 1811-1841) décrit les deux conduits présents aux alentours du four à chaux de Vassieux : « deux voies toujours parallèles. La largeur d'une, prise dans œuvre, est de 1,9 m ; les murs qui supportent les voûtes ont 80 cm d'épaisseur », « la hauteur des souterrains du pavement à l’intrados du cerveau est de 2,85 m [...]. Les parements des murs sont de moëllons cimentés avec un mortier de chaux et de sables graveleux [...]. La construction des murs est la même partout. ».
La double galerie mesurait près de 13 km en descendant par Rillieux-la-Pape, puis Caluire-et-Cuire, jusqu’à la place Chazette, à l’entrée de l’actuel tunnel de la Croix-Rousse.
Camille Germain de Montauzan (1908) écrit : « Ces galeries sont interrompues, à des distances irrégulières, par des chambres, formées d’une, deux ou même trois voûtes transversales, s’élevant jusqu’à une hauteur de 3m75, et offrant une ouverture à la partie supérieure, de manière à donner accès dans le canal [...] depuis Saint-Clair jusqu’à Miribel, en particulier au ravin de Vassieu, à La Pape, à Crépieu et à Neyron ».

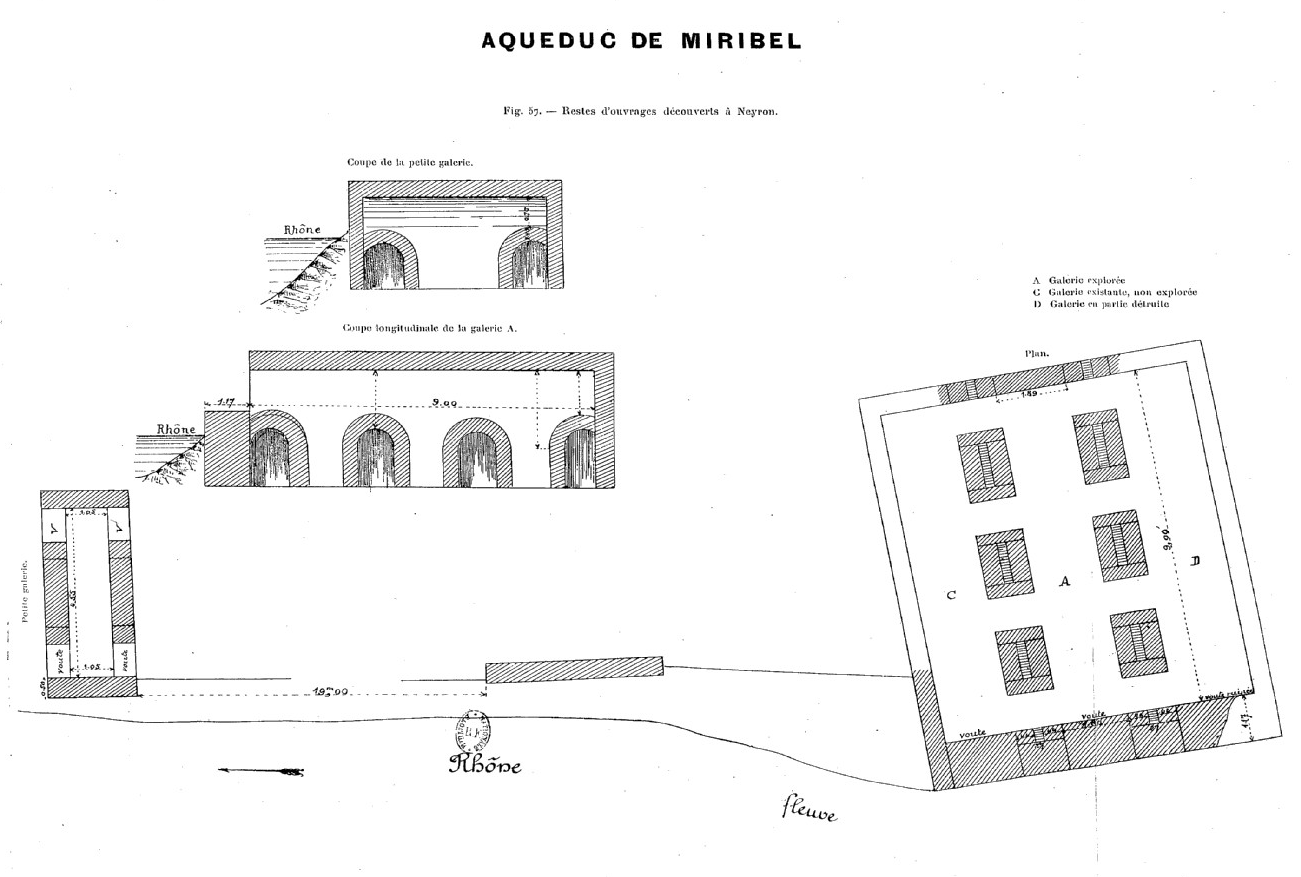
Restes d'ouvrages romains découverts à Neyron, faisant potentiellement partie de l'aqueduc de Miribel, dessiné par Camille Germain de Montauzan (1908)

En 2019, sur le site de Neyron, l'équipe dirigée par Tony Silvino rapporte la présence d'aménagements connexes aux galeries jumelles, à savoir une salle souterraine voûtée donnant sur le Rhône d'une part, une galerie dont ne subsistent plus qu'un piédroit et une partie de la voûte d'autre part.
Les pierres de construction proviennent de deux sites d'extraction. Une première étude, dite macroscopique, suivie d'une seconde, par lame mince, démontrent la présence d'un premier faciès récurrent originaire du Mâconnais (calcaire à entroques rouge du val de Saône,), et d'un autre, originaire du Bugey.

## Hypothèses

### AuXIXesiècle
Plusieurs hypothèses de travail ont été étudiées au cours du temps. La première à être envisagée est celle que ce double conduit souterrain amènerait dans la Presqu'île de Lugdunum l'eau du Rhône, de la Sereine ou celle des sources de la Côtière. Cette hypothèse qui repose sur les travaux de Ménestrier et Artaud, reprise ensuite par Delorme (1760), Steyert (1895-1897), Gabut (1889, 1896), Perceveaux (1980) et Nugier (1995), datait les conduits de l'époque mérovingienne en raison des mœllons décorés de stries utilisés pour leur construction, type d'appareil identique à celui de Saint-Irénée. Pour Camille Germain de Montauzan, l'absence d'enduit de tuileau et donc d'étanchéité, rendait difficile leur interprétation comme faisant partie d'un aqueduc, ceci lui aurait même servi à dater la construction autour de l'époque médiévale.
Dans une seconde hypothèse, elles vont être considérées comme deux chemins souterrains qui auraient pu servir à l'invasion de Lyon, allant du château de Miribel jusqu'à une hypothétique forteresse médiévale basée au pied de la côte Saint-Sébastien. Elle était soutenue par Cochard (1825) et Flachéron (1840) qui imaginaient cela possible dans un contexte de tension entre la maison de Beaujeu et les évêques de Lyon, faisant remonter leur construction au XIVe siècle.

### AuXXIesiècle
Les études archéologiques menées sur ces galeries, depuis 2017, contredisent les hypothèses formulées au XIXe siècle.
En effet, S. Gaillot (2018) confirme l'absence de tuileau dans la composition du mortier. À l'inverse, il révèle la présence d'argile dans celui-ci, affirmant donc que ces conduits n'ont pas servi à acheminer de l'eau. S'appuyant sur une datation au carbone 14, T. Silvino (2019) porte la datation du conduit entre le milieu du 1er siècle avant notre ère et le milieu du 1er siècle après notre ère (49 av.-72 ap. J.‑C.) ; de même que leurs pierres de construction proviennent d'une même carrière de calcaire rouge du nord de Mâcon. Il s'est donc permis d'affirmer qu'il s'agit d'une construction à la fois antique et contemporaine au contexte de construction des arêtes de poissons. Quant à C. Ducourthial (2023), avec l'appui d'une stratigraphie des niveaux de sol à l'intérieur des galeries, il démontre qu'elles n'étaient destinées ni à la marche, ni au roulage.
Grâce à ces études, une plateforme fluviale a été mise au jour aux abords des galeries. Cette découverte permet de reconstituer un premier contexte archéologique et historique du site. Si les archéologues établissent, prudemment, un premier lien entre les deux constructions,, ils estiment que les Sarrasinières pouvaient faire partie d'une structure destinée à supporter un quai et/ou une voie surélevée courant sur la berge du Rhône.

## Autres sarrasinières
À Beynost, à proximité du château du Soleil, se trouverait une entrée de sarrasinière qu'une histoire locale fait aboutir (sans certitude) au château de Margnolas.

### Littérature scientifique (par ordre chronologique)
- Claude-François Ménestrier, chap. VI « Dissertation : Des grands chemins et des Aqueducs », dans Histoire civile ou consulaire de la ville de Lyon : justifiée par chartres, titres, chroniques... avec la carte de la ville, comme elle était il y a environ deux siècles, Lyon, 1696, 144 p. (lire en ligne sur Gallica ), p. 33-37.
- Guillaume Marie Delorme, Recherches sur les aqueducs de Lyon, construits par les Romains : lues dans les séances de l'Académie des sciences, belles-lettres & arts de Lyon, des 29 mai & 5 juin 1759, Lyon, 1760, 63 p. (BNF 30319667, lire en ligne ), p. 7.
- Cochard (dir.), Grognier et Breghot, « Statistiques - Antiquité : Notice sur les voûtes souterraines, appelées improprement aqueducs du Rhône », dans Archives historiques et statistiques du Département du Rhône, t. 1 : du 1er novembre 1824, au 30 avril 1825, Lyon, 1825, 484 p. (disponible sur Internet Archive ), p. 241-258.
- Théodore Laurent, Essai historique sur Miribel : petite ville de l'ancienne province de Bresse, précédé d'une dissertation sur la double voie souterraine présumée romaine qui passe sous cette ville, Lyon, Librairie Laurent, 1834, 145 p. (disponible sur Internet Archive ), p. 1-11.
- François Artaud, Lyon souterrain, ou Observations archéologiques et géologiques faites dans cette ville depuis 1794 jusqu'en 1836, Lyon, Nigon, coll. « collection des Bibliophiles lyonnais », 1846, 259 p. (lire en ligne ), p. 210, 213.
- Alexandre Flachéron, « D'une double voie souterraine qui longe les bords du Rhône entre Saint-Clair et Miribel », dans Mémoire sur trois anciens aqueducs : qui amenaient autrefois à Lyon les eaux du Mont-d’Or, de la Brévenne et du Gier ; suivi d’une notice sur un ancien cloaque de construction romaine, situé dans la rue du Commerce, et sur deux souterrains qui longent les bords du Rhône entre Saint-Clair et Miribel, Lyon, imprimerie de L. Boitel, no 36 quai Saint-Antoine, 1840, 92 p. (lire en ligne ), p. 81-92.
- Camille Germain de Montauzan, Les Aqueducs antiques de Lyon : étude comparée d'archéologie romaine, Paris, Ernest Leroux Éditeur, 1908, 496 p.  (Wikisource).
- Tony Silvino, « Neyron – Les Sarrasinières : Programme d’analyses (2020) » (notice archéologique), ADLFI. Archéologie de la France - Informations,‎ 24 octobre 2020, p. 3 (lire en ligne  [PDF]).
- Tony Silvino, « Neyron – Les Sarrasinières : Fouille programmée (2021) », ADLFI. Archéologie de la France - Informations,‎ 5 septembre 2022 (ISSN 2114-0502, lire en ligne  [PDF]).
- Jean-François Reynaud, chap. 1 « Un espace à christianiser », dans À la recherche d'un Lyon disparu : Vie et mort des édifices religieux du IVe au XXe siècle, Lyon, Alpara, 2021 (DOI https://doi.org/10.4000/books.alpara.5480 ).
- Cyrille Ducourthial, « Les galeries antiques de la rive droite du Rhône à Lyon et en amont de Lyon : arêtes de poisson et Sarrasinières », ADLFI. Archéologie de la France - Informations,‎ 15 novembre 2022 (ISSN 2114-0502, lire en ligne  [PDF]). .
- Cyrille Ducourthial, « Rillieux-la-Pape – 124 route de Genève », ADLFI. Archéologie de la France - Informations,‎ 8 décembre 2023 (ISSN 2114-0502, lire en ligne  [PDF], consulté le 2 janvier 2024). .
- Cyrille Ducourthial, « Rillieux-la-Pape – Les galeries antiques de la rive droite du Rhône à Lyon et en amont de Lyon », ADLFI. Archéologie de la France - Informations. une revue Gallia,‎ 3 février 2025 (ISSN 2114-0502, lire en ligne  [PDF], consulté le 20 juillet 2025).

### Presse et littérature (par ordre chronologique)
- Société d'histoire de Rillieux-la-Pape, Rillieux-la-Pape : Mille ans d'histoire, Millau, Maury-Imprimeur, 10 novembre 1982, 335 p. (OCLC 16655075, BNF 34723120), p. 107-110.
- Jean-Christian Barbier, Les Souterrains de Lyon, Verso, 1994, 221 p. (ISBN 978-2-903870-72-0, BNF 36152126)
- Ouvrage collectif, Richesses touristiques et archéologiques du canton de Miribel : Miribel, Beynost, Neyron, Saint-Maurice-de-Beynost, Thil, 1995, 207 p. (ISBN 2-907656-27-9)
- Walid Nazim, L'énigme des arêtes de poisson : de la Croix-Rousse à Jérusalem, histoire d´un secret millénaire, Lyon, Lyon souterrain, 2011, 350 p. (ISBN 978-2-9526199-1-2, OCLC 822863188)
- Céline Bouiller, « 2.000 ans après, les Sarrasinières vont-elles livrer leurs secrets ? », Bugey-Côtière, no 1299,‎ 22 juillet 2021, p. 6 (ISSN 2678-534X, BNF 45751068, lire en ligne).
- Jean-Marc Maucotel, « Les Sarrasinières de Neyron : une curiosité archéologique qui intrigue scientifiques et historiens », Le Progrès,‎ 6 septembre 2021 (lire en ligne , consulté le 7 septembre 2021).